# Attičtí řečníci

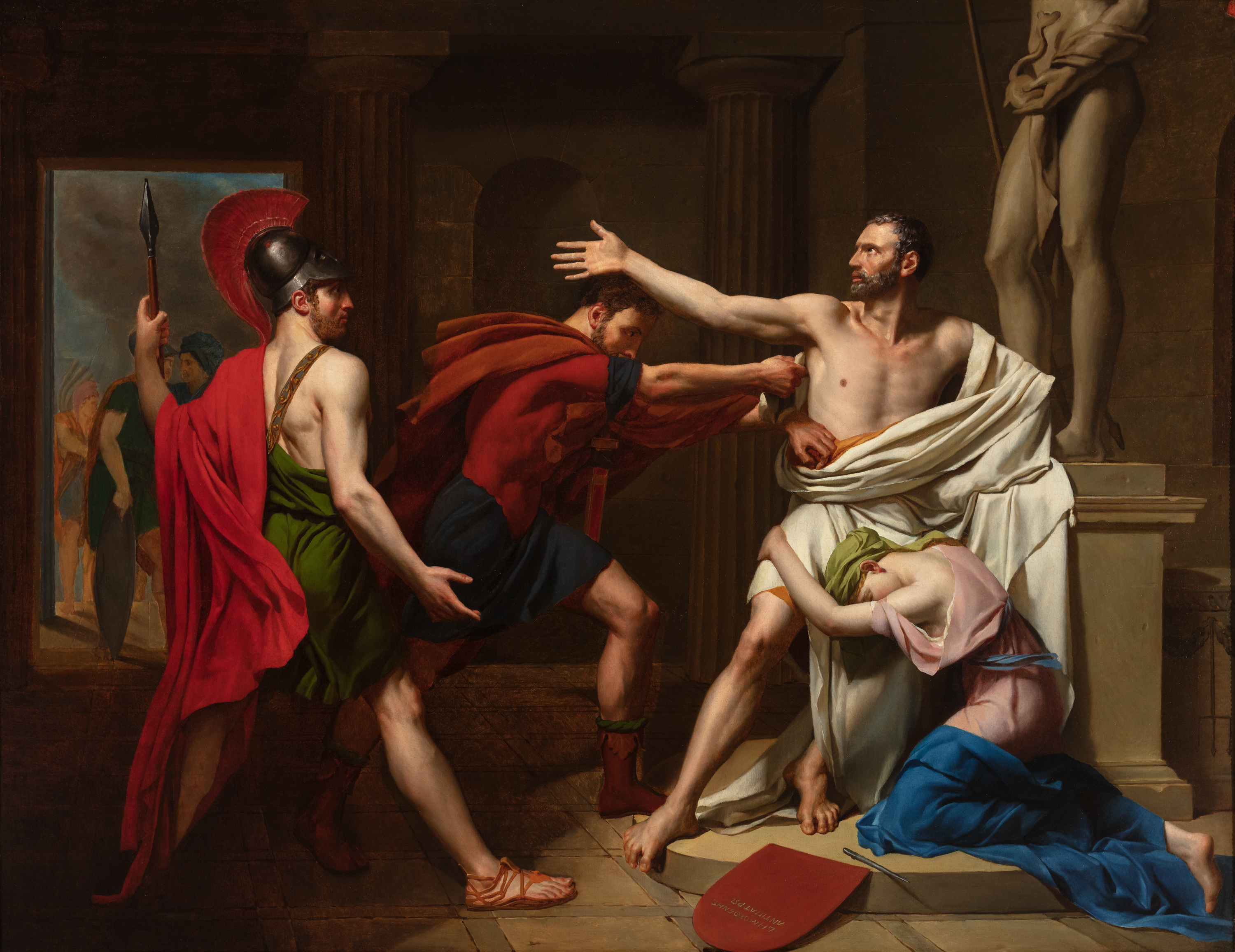
Zabití Démosthena, obraz Georgese Rougeta z roku 1805

Attičtí řečníci je kánon deseti největších starořeckých řečníků, rétorů a lexikografů, který byl sestaven ve 2. století v Alexandrii. Alexandrijský kánon sestavili Aristofánes z Byzance a Aristarchos ze Samothráky, možná se inspirovali kánony staršími. Do výběru byli zařazeni: Aischinés, Andokides, Antifón z Ramnoúsu, Démosthenés, Deínarchos, Hypereidés, Isaios, Isokratés, Lykourgos z Athén a Lysias. Práce attických řečníků inspirovala rétorické hnutí atticismus v 1. století př. n. l. Hnutí prosazovalo spíše jednoduchý než zdobný styl řeči, prosadilo se zejména ve starém Římě. Určité výhrady měli Římané jen vůči Antifónovi a Deínarchovi, jejichž styl považovali za staromódní. Dochovalo se asi 150 projevů attických řečníků, často jen ve fragmentech. Některé projevy jsou autorům přisuzovány jen jako pravděpodobné, u jiných mají odborníci zásadní pochybnosti o skutečném autorství. Dochované projevy jsou velmi nerovnoměrně rozděleny mezi klasickou desítku: Texty čtyř autorů, Démosthena (61), Lýsiáse (32), Isokrata (21) a Isaia (12) dohromady tvoří 85 procent dochovaných textů, zatímco zbývajících 15 procent náleží šesti zbývajícím autorům. Z tohoto důvodu se tato šestice někdy nazývá "menší attičtí řečníci". Všechny projevy pocházejí zhruba z let 440 až 320 př. n. l. Jde o politické projevy, dvorní projevy, slavnostní projevy a ukázkové projevy pro výuku rétoriky. Všech deset vybraných klasiků bylo spojeno s Athénami: Aischines, Andokides, Démosthenés, Hypereidés, Isokratés, Antifón a Lykúrgos byli athénskými občany, Deínarchos, Lysias a pravděpodobně i Isaios byli přistěhovalci do Athén bez občanství, tzv. metoikové. 